# Bolensteinseweg (Maarssen)
De Bolensteinseweg  is een straat in het Nederlandse dorp Maarssen. Deze loopt van de Wilhelminaweg, Schippersgracht en de Vecht tot aan de rotonde Straatweg. Aan de Bolensteinseweg bevinden zich talrijke panden waarvan een aantal met status van rijksmonument. Deze straat heeft zijn naam te danken aan huis Bolenstein, ook wel Boelestein. Zijstraten van de Bolensteinseweg zijn Bolensteinsestraat en Gaslaan.

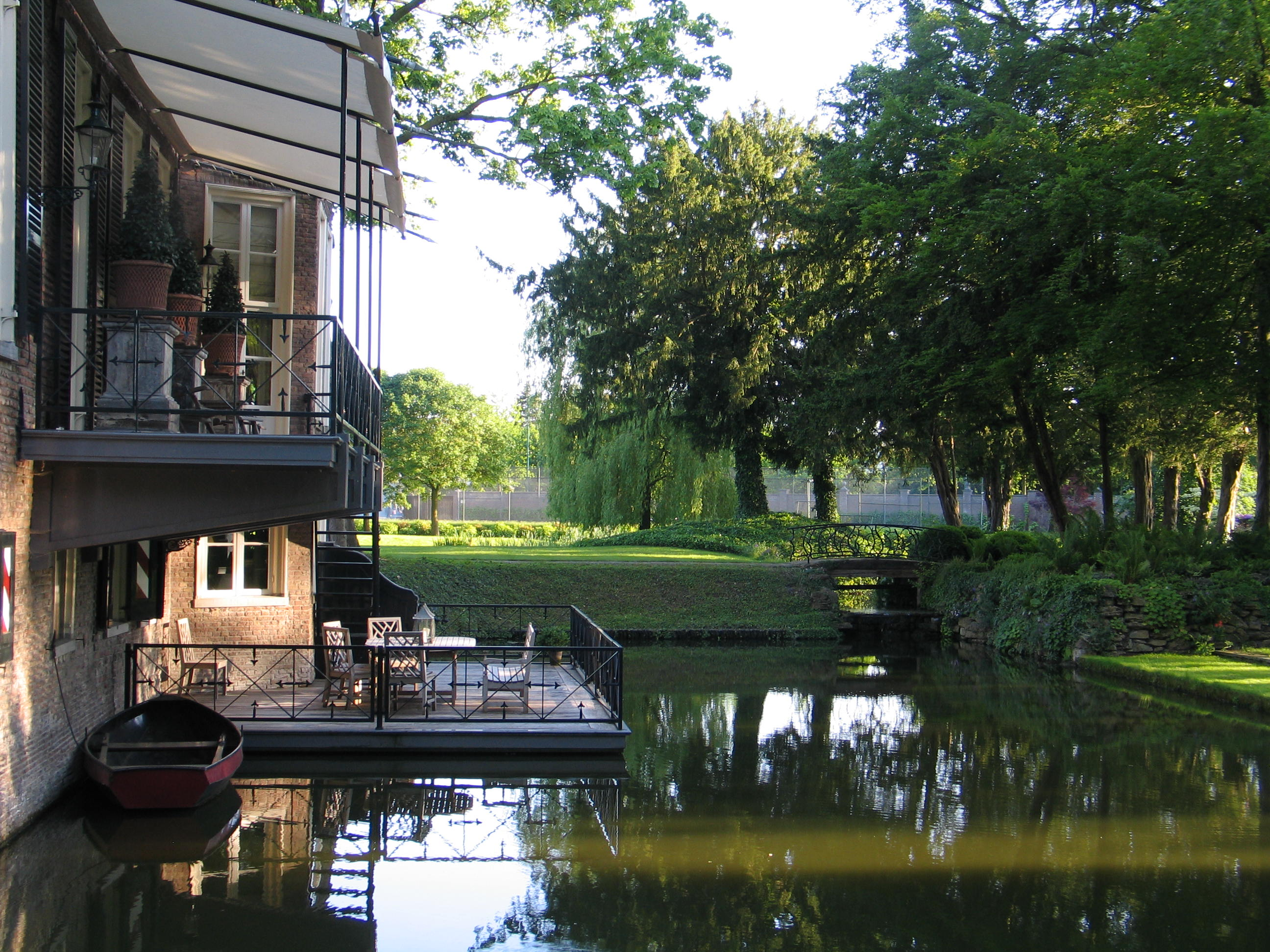
Achterkant Huis Bolenstein aan de Vecht te Maarssen

Binnenweg ·
Bolensteinsestraat ·
Bolensteinseweg ·
Breedstraat ·
Diependaalsedijk ·
Herengracht ·
Kaatsbaan ·
Kerkweg ·
Langegracht ·
Nassaustraat ·
Parkweg ·
Raadhuisstraat ·
Schippersgracht ·
Wilhelminaweg · 
Zandpad